# Балаханов Дмитро Олександрович
Дмитро́ Олекса́ндрович Балаха́нов (нар. 7 листопада 1904 — пом. 12 грудня 1939) — радянський політпрацівник, військовий комісар 609-го стрілецького полку 139-ї стрілецької дивізії, батальйонний комісар. Герой Радянського Союзу (1940).

## Життєпис
Народився 7 листопада 1904 року в посаді Нова Прага, волосному центрі Олександрійського повіту Херсонської губернії (нині — Олександрійський район Кіровоградської області) в родині робітника. Росіянин. Навчався в Новій Празі, згодом закінчив залізничне училище і технікум у Дніпропетровську.
Протягом 1925–1930 років проходив військову службу на Чорноморському флоті. Член ВКП(б) з 1927 року. Після закінчення ад'юнктури військового факультету Державного інституту фізичної культури імені П. Ф. Лесгафта в Ленінграді, працював у політвідділах Ленінградського і Білоруського військових округів. Брав участь у військовому вторгненні РСЧА до Польщі в 1939 році.
Учасник радянсько-фінської війни. Особливо відзначився в бою з фінами за село Салвоярве на західному березі річки Харвасярве, де з двома ротами червоноармійців відбив кілька контратак шюцкорівців. Загинув у бою 12 грудня 1939 року.

## Нагороди
Указом Президії Верховної Ради СРСР від 26 січня 1940 року за зразкове виконання бойових завдань командування на фронті боротьби з фінською білогвардійшиною та виявлені при цьому відвагу і героїзм, батальйонному комісарові Балаханову Дмитру Олександровичу присвоєне звання Героя Радянського Союзу (посмертно).

## Пам'ять
Ім'ям Дмитра Балаханова названо селище Балаханово в Приозерському районі Ленінградської області Росії.
На будівлі Дніпропетровського коледжу транспортної інфраструктури встановлено меморіальну дошку з його прізвищем.